# 中广天择
中广天择传媒股份有限公司（上交所：603721），简称中广天择，是中华人民共和国的一家影视公司，成立于2007年4月，现为长沙广播电视集团的控股企业。该公司以制作综艺节目、影视剧、短视频等视频内容为主要业务，代表节目包括《朗读者》、《守护解放西》、《我们在行动》等。

## 历史
中广天择的前身为2007年4月成立的湖南长广天择传媒有限公司，由长沙广电和天绎文娱共同设立，设立的目的是实施“制播分离”，其主要人员来自于中国大陆首家专业法制类电视频道——长沙政法频道，其中董事长曾雄是随警记者出身，后任政法频道副总监、总监；总经理傅冠军也曾任政法频道副总监、总监。2010年7月20日，长沙广电向中共长沙市委宣传部提交《关于长沙广电集团整合资产和资源组建拟上市公司的请示》，提请中共长沙市委宣传部审批长广天择增资扩股事宜。2011年3月7日，长广天择通过股东会决议，同意新增注册资本2,020万元。同年12月，长沙广电将除新闻外的、国家政策允许的电视节目制作业务的经营性资产（包括实物资产及品牌栏目等无形资产）投入长广天择。
2013年10月，该公司改制为股份有限公司，更名为中广天择。
2014年6月10日，中广天择在第二十届上海电视节国际影视节目市场展上推出电视节目交易平台“节目购”，该平台可供电视台购片方线上选购节目资源。同年6月28日，中广天择发起成立“全国地面频道电视剧播出联盟”，为加入成员提供“购、编、推”一体化、限期试播、收视分析等电视剧专业服务。
2017年8月1日，中广天择在上海证券交易所挂牌上市，成为中国大陆首家国有控股的节目制作类上市公司。
2022年6月22日，中广天择位于长沙马栏山园区视谷中心的总部基地正式启用，同时上线“中国V链”全域数字资产保护及交易平台。

## 业务
中广天择现分为内容事业部、平台事业部、MCN中心、影视剧中心、影业中心、教育中心六个业务分支。该公司先后投资制作了多档节目，包括主要面向地面频道播出的日、周播类节目和主要面向卫视频道的大型季播节目，涵盖综艺、纪实故事、栏目剧等多种类型。2011年，中广天择首次与卫视频道合作推出《士兵突击》，此后又陆续推出《烈火雄心》《私人订制》《超级女兵》等多档节目。近年来，该公司制作的节目引发观众关注和讨论，如《朗读者》、《我们在行动》、《守护解放西》等，亦制作了《招摇》、《家有儿女初长成》、《许你浮生若梦》、《看见味道的你》等剧集，并参与电影的制作。
中广天择建立的“节目购”、“全国地面频道电视剧播出联盟”、“全国地面频道节目制作联盟”平台，其主要解决的是市县台在发展过程中的问题，形成一个线上的版权分销交易模式。而公司建立的联供网则拥有全国上百家地面频道，通过该网络输送各地面频道制作播出的节目。2016年，该公司与海口经济学院合作开办“中广天择传媒学院”。
2018年7月，中广天择建立新媒体中心（MCN），实现传统媒体和新媒体的融合，并研发出12个垂直领域的短视频IP产品。截至2019年底，中广天择MCN旗下自营账号覆盖抖音、快手、微博、美拍等平台，涵盖美妆、情感、潮鞋、影评、知识、特效等垂直领域，与多家品牌达成合作。2019年9月5日，中广天择MCN旗下账号签约入驻快手平台。2021年，中广天择MCN的2000平米短视频基地正式投入使用，拥有50多个包括家居、办公、医院、学校、母婴、实验室等各类不同场景，可进行信息流广告、直播销售等短视频拍摄。

## 主要作品

### 节目类
日播、周播
- 非常故事汇
- 知音人间
- 记者再报告
- X档案
- 观点致胜
- 情动八点
- 我是传奇
- 女人故事
- 方圆之间
- 洗洗不要睡
- 重案组
- 非常幽默
- 我能跟你回家吗
- 有话直说
- 影行天下
- 视点锋汇
- 宝贝来了
- 步步惊奇
- 天方晏谈
- 回家吃饭
- 宝贝在路上
- 远方的爱
- 小鬼打分
- 谁是真凶
- 见招拆招
- 幽默大玩家
- 家庭幽默录像
- 大爱东方[3]

季播
- 花样年华
- 火线英雄
- 私人订制
- 星动亚洲
- 冲上云霄
- 起航吧，少年
- 远方的爸爸
- 等你长大
- 怒放霸王花
- 说出我世界
- 非常驾期
- 星星的礼物
- 超级女兵
- 烈火雄心[3]
- 我们在行动
- 朗读者
- 闪亮的名字
- 神奇图书馆在哪里
- 守护解放西
- 冲呀，蓝朋友
- 是这样的，法官
- 你好，儿科医生[1]
- 时间的答卷
- 签约歌手

### 电视剧
- 青春抛物线
- 看见味道的你
- 招摇
- 家有儿女初长成
- 许你浮生若梦
- 越过山丘
- 一闪一闪亮星星[12]

## 荣誉
| 年度   | 荣誉 |
| ------ | --- |
| 2012年 | - 湖南文化企业三十强暨湖南影视类文化企业四强 - 年度最佳节目制作机构（国家广电总局、《中国广播影视》杂志联合授予） |
| 2013年 | - 年度最具原创力节目制作机构（国家广电总局、《中国广播影视》杂志联合授予） |
| 2014年 | - 中国版权最具影响力企业 - 2014中国最具文化软实力品牌 - 2013-2014中国最具成长力节目制作公司 |
| 2015年 | - 全国版权示范单位（中华人民共和国国家版权局授予） |
| 2016年 | - 2015-2016年度融合创新最佳电视节目制作机构（中国广播电视媒体融合发展年会组委会、中国广播电视产业联盟联合授予） - 2016传媒中国十大品牌影响力节目制作机构（传媒中国年度盛典论坛组委会、中国广播电视产业联盟等单位联合颁发） - “TV地标（2016）”年度优秀节目制作机构（国家新闻出版广电总局、中国广播影视杂志社联合颁发） |

截至2022年，中广天择仍获得“TV地标”年度优秀节目制作机构奖项。